# Forever Changes
Forever Changes è il terzo album in studio del gruppo musicale statunitense Love, pubblicato nel 1967 dalla Elektra Records.
Certamente il disco più celebre della formazione, Forever Changes viene considerato una pietra miliare che, secondo le testimonianze, "altri musicisti avrebbero tentato di imitare senza tuttavia ottenere gli stessi risultati."

## Storia
Forever Changes venne registrato nell'arco di quattro mesi con il sostegno di due sessionman a causa delle terribili condizioni di tossicodipendenza dei Love.
Malgrado l'insuccesso commerciale negli USA, l'album riuscì tuttavia a classificarsi nella top 30 inglese.
Album che segnò un cambio di rotta della formazione verso la musica "da classifica", Forever Changes rinuncia alle jam psichedeliche dei precedenti Love e Da Capo per concentrarsi su uno stile più accessibile e curato negli arrangiamenti. Sfruttando un'orchestra sinfonica, ritmi "ruvidi", e i suoni jingle-jangle di una chitarra, la musica risente l'influenza del rock psichedelico, del folk elettroacustico, e della musica beat, mentre le atmosfere che rievoca sono vagamente vertiginose, surreali, oniriche e languide.

Le canzoni, solari e malinconiche allo stesso tempo, trattano ciò che il cantante e chitarrista Arthur Lee, in quel periodo sofferente di tossicodipendenza, definì "le ultime cose che avrei detto a questo pianeta." A tale riguardo, Lee confessò:
 Lo stesso titolo dell'album (in italiano "cambiamenti per sempre") alluderebbe, non a caso, alla morte.

## Accoglienza
Nonostante le scarse vendite seguite alla sua pubblicazione, Forever Changes ricevette giudizi molto positivi da parte della critica. Il giornalista Eddy Cilìa lo definisce "un ardito susseguirsi di incanti melodico-abrasivi, di equilibri quasi impossibili, di preziosi intarsi orchestrali sul corpo del rock fantasioso, onirico e avvolgente." Il sito Pitchfork ha dato all'album un voto pari a 8,6 su 10 mentre la rivista Rolling Stone ha piazzato l'album al quarantesimo posto nella classifica dei migliori album di tutti i tempi.

## Tracce
1. Alone Again Or – 3:17
2. A house Is Not a Motel – 3:32
3. Andmoreagain – 3:18
4. The Daily Planet – 3:31
5. Old Man – 3:02
6. The Red Telephone – 4:46
7. Maybe the People Would Be the Times or Between Clark and Hilldale – 3:34
8. Live and Let Live – 5:26
9. The Good Humor Man He Sees Everything Like This – 3:08
10. Bummer in the Summer – 2:24
11. You Set the Scene – 6:57

## Formazione
- David Angel - arrangiamenti orchestrali
- Ken Forssi - basso
- Bud Brisbois, Roy Caton - ottoni
- Chuck Berghofer - contrabbasso
- John Echols - chitarra
- Arthur Lee, Bryan Maclean - chitarra e voce
- Michael Stuart - percussioni
- Arnold Belnick, Darrel Terwilliger, James Getzoff, Marshall Sosson, Robert Barene - strumenti a corda
- Richard Leith - trombone
- Ollie Mitchell - tromba
- Jesse Ehrlich - viola
- Norman Botnick - violino